# Memorandum di Berlino
Il Memorandum di Berlino fu un documento redatto dalle tre potenze imperiali mondiali nel 1876 per affrontare la questione d'oriente durante la crisi orientale del 1875-1878. Lo scopo del Memorandum di Berlino si basava sul coinvolgimento, da parte delle tre potenze imperiali di Russia, Austria-Ungheria e Germania nello stato delle relazioni tra l'Impero ottomano islamico e i popoli cristiani dei Balcani, con i quali le potenze imperiali avevano relazioni internazionali e interessi. Lo scopo era quello di correggere la cosiddetta "Nota di Andrássy", un documento che precedette il Memorandum di Berlino e che aveva intenzioni simili nel creare un armistizio e un piano di riforme per i Balcani e l'Impero ottomano.

## Contesto
Quando l'Impero ottomano iniziò il suo declino alla fine del XIX secolo, ci furono molte rivolte cristiane nazionalistiche negli Stati balcanici, le cui popolazioni desideravano liberarsi dal dominio islamico dell'Impero ottomano. Nel 1875 ci furono una serie di ribellioni che scoppiarono prima in Bosnia ed Erzegovina, e poi in Bulgaria. Uno dei principali punti di contesa tra i Balcani e i loro governanti ottomani era la differenza religiosa, che portò a un rafforzamento del nazionalismo religioso ed etnico che contribuì alle rivolte avvenute durante il periodo della crisi balcanica. Il sangue e la distruzione dei cristiani portarono a un esodo dei cristiani in Serbia e Montenegro, i quali avevano ottenuto il sostegno diplomatico dell'Impero russo.

## La "Nota di Andrássy"
Inizialmente, le tre grandi potenze, Germania, Austria-Ungheria e Russia formarono la Lega dei Tre Imperatori nel 1872 e si incontrarono per discutere lo stato delle relazioni nel Vicino Oriente. Questo incontro si concluse con la politica di non intervento in Oriente. Tuttavia, quando le tensioni religiose tra cristiani e musulmani in Bosnia ed Erzegovina iniziarono a esplodere, il conte Gyula Andrássy d'Austria-Ungheria iniziò a sentire la necessità di una riforma religiosa nei Balcani, e così il 30 dicembre 1875, l'Austria-Ungheria, Russia e Germania proposero la nota di Andrássy. La nota chiedeva riforme religiose che consentissero la coesistenza di cristiani e musulmani in Bosnia ed Erzegovina incorporando la legge cristiana nella legge islamica tradizionale dell'Impero ottomano, le riforme nel sistema di tassazione agricola che alleviassero il carico fiscale sulla Bosnia ed Erzegovina e la garanzia che l'Impero ottomano avrebbe ottenuto le entrate adeguate in tasse e leggi che avessero affrontato il conflitto agrario in Bosnia ed Erzegovina. Tuttavia, nel 1876, la nota fu considerata un fallimento perché gli ottomani, che erano stati spinti da Andrássy, non ebbero mai l'intenzione di riformare l'Impero e non agirono mai per attuarla.

## Il Memorandum di Berlino
Poiché la nota di Andrássy si era rivelata un fallimento e il popolo balcanico era ancora in rivolta fino all'inizio del 1876, il principe russo Gorchakov invitò Andrássy a un incontro a Berlino per collaborare a un nuovo armistizio tra i Balcani e l'Impero ottomano insieme al principe tedesco Bismarck, oltre a stringere un'alleanza con l'Austria e la Germania. Andrássy obbedì, ma solo se fosse riuscito ad arrivare presto a Berlino per avere un incontro preliminare con Bismarck per discutere i rapporti tra l'Austria-Ungheria e la Germania. Nel maggio 1876, Germania, Austria-Ungheria e Russia si incontrarono a Berlino per discutere la risposta e il piano d'azione da intraprendere riguardo allo stato delle cose nell'Impero ottomano e nei Balcani. I tre redassero il Memorandum di Berlino, che esprimeva l'intento di proteggere le popolazioni cristiane dei Balcani. Il memorandum di Berlino richiedeva che l'Impero ottomano ponesse fine alla risposta militare ai ribelli slavi per due mesi in modo da dare tempo sufficiente per l'attuazione delle riforme nei Balcani. Il memorandum richiedeva anche la formazione e l'istituzione di un comitato internazionale nei Balcani per proteggere i cristiani e far sì che le modifiche proposte nella nota di Andrássy del 1875 potessero essere amministrate in Bosnia ed Erzegovina. Il nuovo armistizio, che il memorandum di Berlino stava cercando, venne incorporato nei seguenti cinque punti, che avevano origine nella nota iniziale di Andrássy:
1. Fornitura da parte del governo turco di materiali per la ricostruzione di case e chiese e l'approvvigionamento di sussistenza fino al prossimo raccolto,
2. Distribuzione di questo aiuto in collaborazione con la commissione mista prevista nella nota di Andrássy,
3. Concentrazione temporanea di truppe turche,
4. Diritto dei cristiani di portare armi,
5. Vigilanza da parte di consoli o delegati stranieri sull'applicazione delle riforme in generale e sul rimpatrio in particolare.[7]

La nota finale fu scritta dal principe Gorkachov di Russia e affermava che se l'Impero ottomano non avesse soddisfatto le richieste del Memorandum di Berlino e non avesse rispettato l'armistizio di due mesi richiesto dal memorandum, le tre potenze imperiali avrebbero adottato le misure internazionali necessarie per garantire la sicurezza delle persone nei Balcani "al fine di arrestare il male prevalente e impedirne lo sviluppo". Il giorno successivo all'accordo delle tre potenze imperiali, i rappresentanti francesi, italiani e britannici furono convocati a Berlino per discutere il nuovo accordo di armistizio.

## Risposta occidentale alla questione orientale
La risposta delle tre maggiori potenze occidentali di Gran Bretagna, Italia e Francia variava, sebbene la posizione di Francia e Italia fosse generalmente la stessa mentre la Gran Bretagna aveva respinto completamente il Memorandum di Berlino. L'Italia, sebbene avesse una posizione su ogni decisione presa dalle potenze centrali, rinviò inizialmente la controversia sulla questione orientale perché aveva una propria lotta di potere all'interno del governo italiano al momento sia della nota di Andrássy che del Memorandum di Berlino. Nell'aprile 1876, il primo ministro italiano Melegari promise al ministro tedesco il servizio del suo esercito in Bosnia, qualora necessario. Il 14 maggio, all'indomani della diffusione del Memorandum di Berlino nella città di Berlino, l'Italia diede il suo pieno e costante appoggio alle disposizioni del memorandum tramite telegrafo. La risposta della Francia al memorandum seguì quella italiana. Mentre il ruolo della Francia nell'esito della questione orientale sembrava irrilevante, il tragico omicidio di un console francese a Salonicco scioccò e inorridì i funzionari francesi, e così il memorandum guadagnò pertanto il sostegno della Francia sulla base del fatto che la pace nei Balcani sarebbe stata raggiunta e che le richieste del Memorandum avrebbero incluso il contributo delle tre potenze occidentali esterne al fine di realizzare il cambiamento desiderato. Mentre Francia e Italia diedero rapidamente il loro sostegno al Memorandum di Berlino, il primo ministro britannico Benjamin Disraeli respinse in toto il documento il 16 maggio 1876. Le ragioni sul suo rifiuto furono citate dalla sua idea che le tre potenze imperiali stessero usando le iniziative del Memorandum di Berlino per porre fine all'Impero ottomano. Disraeli riteneva che l'incontro di Russia, Germania e Austria-Ungheria non avesse adeguatamente incluso la Gran Bretagna nelle discussioni sulla crisi e, in quanto tale, impediva a Gran Bretagna e Germania di "scambiare opinioni". Disraeli redasse il proprio memorandum perché sentiva che i tre imperi stavano cospirando per sciogliere l'Impero ottomano. Egli incoraggiò anche la Turchia di rifiutare il documento e inviò una flotta nella baia di Besik. Credeva che tutte le disposizioni fossero errate e per esempio, riteneva che la proposta, che l'Impero ottomano doveva amministrare, andasse ben oltre i mezzi del Sultano, e che concentrare le truppe in qualsiasi situazione avrebbe portato al caos. Il governo approvò comunque il rifiuto di Disraeli del Memorandum di Berlino e, probabilmente, il motivo per cui questo armistizio non ebbe successo, fu perché mancò l'approvazione britannica che avrebbe dato al memorandum il sostegno unanime delle potenze dell'Europa occidentale.

## Conseguenze
Sebbene il Memorandum di Berlino si sforzasse di creare un armistizio temporaneo e di correggere la situazione nei Balcani, le tensioni tra l'Impero ottomano e i Balcani cristiani continuarono. La violenza continuò a diffondersi in Bulgaria, Serbia e Montenegro, e fu esacerbata con un massacro dei bulgari da parte degli ottomani. Nel giugno e luglio 1876, le tensioni tra l'Impero ottomano e la Serbia e il Montenegro arrivarono al culmine quando Serbia e Montenegro dichiararono guerra all'Impero ottomano, culminando con il coinvolgimento della Russia nella guerra nel 1877 per proteggere i propri alleati balcanici.